# Бутан на Олімпійських іграх
Бутан бере участь в Олімпійських іграх з 1984 року, й щоразу його представляли тільки лучники. НОК Бутану засновано й визнано 1983 року.
| Прапор Бутану | Це незавершена стаття про Бутан. Ви можете допомогти проєкту, виправивши або дописавши її. |